# Tadeusz Pietrzak (1920–1942)
Tadeusz Mieczysław Pietrzak ps. „Konrad”, „Jarosław Daniszewski” (ur. 21 sierpnia 1920 w Kole, zm. 18 grudnia 1942 w Wilnie) – polski wojskowy, plutonowy podchorąży Wojska Polskiego, żołnierz Armii Krajowej.

## Życiorys
Syn lekarza weterynarii Franciszka Ksawerego Pietrzaka i Ewy Tekli z Kokosowskich. Młodszy brat Włodzimierza, poety i ofiary powstania warszawskiego. Uczęszczał do gimnazjów w Kaliszu i w Turku. podczas nauki w gimnazjum w Turku wstąpił do Koła Młodych Stronnictwa Narodowego, był redaktorem szkolnego czasopisma „Orzeł i Miecz”. Wraz ze swoim bratem podjął próbę przeniesienia działalności Obozu Narodowo-Radykalnego na teren powiatu tureckiego.
W 1938 roku zdał egzamin maturalny, następnie odbył służbę w Junackich Hufcach Pracy. Zapisał się na studia w Wyższej Szkole Handlowej w Warszawie, których jednak nie podjął.
22 lipca 1939 roku w stopniu plutonowego podchorążego ukończył szkołę podchorążych piechoty, a następnie skierowany został na ćwiczenia do 29 Pułku Strzelców Kaniowskich, gdzie zaliczył kurs obsługi działek przeciwpancernych. Po wybuchu II wojny światowej został przydzielony do II plutonu kompanii przeciwpancernej pułku na stanowisku dowódcy działonu. Brał udział w kampanii wrześniowej, jego szlak bojowy przebiegał od Kalisza, przez Turek, Uniejów, Dąbie nad Nerem i Łęczycę. Wziął udział w bitwie nad Bzurą, po sforsowaniu Bzury brał udział w walkach na terenie Puszczy Kampinoskiej. Po ataku niemieckiego lotnictwa na kolumnę marszową pułku w Sannikach, brał udział w pochowaniu dowódcy kompanii, kapitana Jana Wultańskiego. Dotarł następnie do Warszawy, biorąc udział w walkach na przedmieściach miasta podczas oblężenia miasta, złożył broń po kapitulacji Warszawy.
Powrócił do Turku, gdzie przyłączył się do organizacji konspiracji pod dowództwem podporucznika Stanisława Stacha ps. „Turek”. Brał udział w zbieraniu i ukrywaniu broni pozostawionej przez uczestników kampanii wrześniowej. Został oddelegowany do Warszawy, gdzie nawiązał kontakt z ONR-em, spotkał się także z Bolesławem Piaseckim. Jego pobyt w Warszawie zaaowocował przyłączeniem grupy „Turka” do Konfederacji Narodu. Na początku 1940 roku wstąpił do konspiracji w Warszawie, przyjmując pseudonim „Konrad”, w styczniu został mianowany dowódcą oddziałów dywersyjno–sabotażowych, tzw. spec-oddziałów.
We wrześniu 1941 roku, jako członek Związku Walki Zbrojnej został przydzielony do organizacji „Wachlarz”. W 1942 roku poślubił Marię Mazurkiewicz, 23 dni po ślubie został na rozkaz Franciszka Niepokólczyckiego wysłany do Wilna. Jego dalsze losy są niejasne, najprawdopodobniej aresztowany przez Gestapo w lipcu 1942 roku, osadzony w więzieniu na Łukiszkach i tam zamordowany. Prawdopodobnie został rozstrzelany 18 grudnia 1942 roku pod konspiracyjnym nazwiskiem Jarosław Daniszewski.

## Upamiętnienie
Razem z bratem, Włodzimierzem, jest patronem ulicy w Turku. Został także upamiętniony na tablicy pamiątkowej wmurowanej w ścianę kościoła parafialnego w Turku.